# Vetlehø
Vetlehø är en bergstopp i Antarktis. Den ligger i Östantarktis. Norge gör anspråk på området. Toppen på Vetlehø är 1 623 meter över havet, eller 162 meter över den omgivande terrängen. Bredden vid basen är 2,3 km.
Terrängen runt Vetlehø är varierad. Trakten är obefolkad. Det finns inga samhällen i närheten. 